# 香りハイター
香りハイターは、かって花王が販売していた、塩素系漂白剤の商品名である。ハイターシリーズの一つで、塩素系漂白剤独特の塩素臭を無くし、また香りをつけた、日本初の塩素系漂白剤だった。

## 経緯
同社が販売していた、ツンとした塩素臭のしない塩素系漂白剤、ハイターEが評判だったことから、花王の漂白剤研究グループがさらに発展した商品を改良開発し、1988年5月にフローラルの香りのする塩素系漂白剤として発売された。
発売当初は、珍しくかつ使いやすいことから、売り上げはあったが、1990年に入り、液体の酸素系漂白剤が開発され、花王も液体ワイドハイターを発売開始し、この頃から塩素系漂白剤の売り上げが下降し始めた。
また香りのする漂白剤だったため、誤使用も発生していたこともあり、花王側は1991年9月、塩素系漂白剤の商品の絞込みを実施した。
この時衣類用の塩素系漂白剤を、ハイター一本化にすることを決意し、整理対象品として赤ちゃんのいる家庭向けの、洗浄もできる漂白剤ベビーハイターとともに、発売が中止された。これにより1984年のハイターEから続いた、塩素臭のしない一般用塩素系漂白剤は、店頭から姿を消した。
なお海外では、レモンの香りやフローラルの香りのする塩素系漂白剤が、各メーカーから現在も販売されている。

## テレビコマーシャル
ハイターEの時と同じく、積極的な宣伝活動をした。この商品は1作だけ、テレビCMも作られた。
設定は母親と高校生の娘。娘役として出演したのは、当時16歳で後にタレントや女優として活躍する内田さゆりだった。
なお漂白のイメージは、この時からシミの部分が映されて、漂白されていくものになった。
また2本目は作られなかった代わりに、ハイターのCMが製作され、その最後で「香りハイターもあります」と紹介され、一緒のCMとなった。